# Secukinumab
Secukinumab, vendido bajo la marca Cosentyx, es un medicamento que se usa para tratar la psoriasis, la espondilitis anquilosante y la artritis psoriásica. Se administra mediante inyección subcutánea.
Entre los efectos secundarios más frecuentes se encuentran el goteo nasal, la diarrea, el herpes labial y la urticaria. Otros efectos secundarios pueden ser la anafilaxia y las infecciones. No se recomienda su uso durante el embarazo o la lactancia. Se trata de un anticuerpo monoclonal que se une a la interleucina (IL)-17A y la inhibe.
Secukinumab fue aprobado para uso médico en los Estados Unidos y Europa en 2015. En el Reino Unido, 150 mg cuestan al NHS alrededor de  600 libras esterlinas a partir de 2021. Esta cantidad en los Estados Unidos cuesta alrededor de 6.200 USD.